# Sturnella
Sturnella là một chi chim trong họ Icteridae.

## Các loài
- Sturnella bellicosa.
- Sturnella defilippii.
- Sturnella loyca.
- Sturnella magna.
- Sturnella militaris.
- Sturnella neglecta.
- Sturnella superciliaris.